# Dušan Melichárek
Dušan Melichárek (Vyškov, 29 novembre 1983) è un ex calciatore ceco, di ruolo portiere.

## Carriera
Melichárek è cresciuto nelle giovanili del 1. FC Synot, società che a partire dal 2004 ha cambiato nome in 1. FC Slovácko.
Nel 2003-2004 ha fatto parte della squadra riserve, ed occasionalmente è stato aggregato alla prima squadra. L'anno seguente è stato girato in prestito all'FC Veselí nad Moravou, militante nei campionati regionali.
Nell'estate del 2005 è stato ingaggiato dagli svedesi del Mjällby con un contratto di 6 mesi che prevedeva anche una possibilità di estensione, la quale è stata poi esercitata dalla società dopo le sue 15 presenze da titolare. Nel 2006 ha giocato gran parte delle partite di campionato, 22 su 30, perdendo il proprio posto in favore di Christian Fegler solo per 8 giornate. Anche nella stagione 2007 ha dovuto fare i conti con la concorrenza di un altro portiere, in questo caso Rickard Fransson. In due campionati e mezzo, Melichárek con il Mjällby ha collezionato 54 presenze in Superettan.
L'arrivo del portiere Mattias Asper ha spinto Melichárek a cercare una nuova destinazione, così nel febbraio 2008 il ceco è passato al Malmö FF in prestito con opzione di ingaggio a titolo definitivo. Egli era riserva del titolare Jonas Sandqvist, tuttavia nel successivo mese di luglio ha firmato un contratto valido fino al 2011. Il 2 agosto 2008 ha debuttato nella massima serie svedese subentrando allo stesso Sandqvist nel secondo tempo di IFK Göteborg-Malmö FF (2-0). In stagione ha collezionato complessivamente 9 presenze, mentre nel 2009 le partite giocate in campionato sono state 5. Melichárek ha continuato a fare la riserva anche quando Johan Dahlin ha sostituito Sandqvist come portiere titolare: addirittura nel 2010 è stato a tratti il terzo portiere in rosa, alle spalle di Dahlin e di Dejan Garača.
Melichárek ha trovato molto più spazio durante la stagione 2011, complice un infortunio occorso a Johan Dahlin. Nell'arco di questa stagione, il portiere ceco è sceso in campo in 18 incontri di Allsvenskan, giocando anche 6 partite dei preliminari di Champions League, oltre alla Supercupen 2011 persa contro l'Helsingborg.
Nel gennaio 2012 è tornato in Repubblica Ceca al suo vecchio club, quel Synot che nel frattempo era stato ribattezzato Slovácko. Qui ha ricoperto il ruolo di titolare fino all'infortunio patito in inverno durante la stagione 2013-2014: da quel momento in poi, tra i pali è stato schierato principalmente Milan Heča.
Alla fine del mese di gennaio 2015, Melichárek si è trasferito nella seconda serie croata all'Inter Zaprešić, rimanendovi per una sola settimana circa, prima di trasferirsi allo Zbrojovka Brno. Questo doppio trasferimento avvenuto nel giro di pochi giorni ha fatto discutere in Repubblica Ceca poiché, qualora il giocatore si fosse trasferito direttamente ad un'altra squadra del campionato ceco e non all'estero, lo Slovácko avrebbe avuto diritto ad un risarcimento economico.
Con lo Zbrojovka Brno ha disputato tre campionati e mezzo nella massima serie ceca, interrotti dalla retrocessione giunta al termine della 1. liga 2017-2018. Melichárek è inizialmente rimasto per qualche mese in squadra anche a seguito della retrocessione, ma nel gennaio 2019 è tornato al Malmö FF a otto anni di distanza, per ricoprire il ruolo di portiere di riserva alle spalle di Johan Dahlin com'era già avvenuto in passato. Nell'Allsvenskan 2019 ha giocato due partite, mentre nella stagione seguente non è mai sceso in campo, rimanendo fuori causa per gran parte del campionato complice un intervento al ginocchio.

## Palmarès

### Club

#### Competizioni nazionali
- Campionato svedese: 2

Malmö: 2010, 2020